# Comarca Jerez de los Caballeros
Die Comarca Jerez de los Caballeros ist eine der zwölf Comarcas in der Provinz Badajoz.
Die im Südwesten der Provinz gelegene Comarca umfasst 16 Gemeinden auf einer Fläche von 2.142,52 km².

## Gemeinden
| Gemeinde                        | Einwohner (2024) | Fläche km² | Dichte Einw./km² | Cod INE | Postleitzahl |
| ------------------------------- | ---------------- | ---------- | ---------------- | ------- | ------------ |
| Barcarrota                      | 3.473            | 136,11     | 26               | 06016   | 06160        |
| Bodonal de la Sierra            | 993              | 68,37      | 15               | 06021   | 06394        |
| Burguillos del Cerro            | 2.970            | 187,54     | 16               | 06022   | 06370        |
| Cabeza la Vaca                  | 1.255            | 64,00      | 20               | 06024   | 06293        |
| Fregenal de la Sierra           | 4.743            | 236,65     | 20               | 06050   | 06340        |
| Fuentes de León                 | 2.158            | 109,86     | 20               | 06055   | 06280        |
| Higuera la Real                 | 2.202            | 125,64     | 18               | 06067   | 06350        |
| Jerez de los Caballeros         | 9.112            | 739,79     | 12               | 06070   | 06380        |
| Oliva de la Frontera            | 4.936            | 149,34     | 33               | 06093   | 06120        |
| Salvaleón                       | 1.656            | 71,80      | 23               | 06116   | 06174        |
| Segura de León                  | 1.792            | 104,39     | 17               | 06124   | 06270        |
| Valencia del Mombuey            | 713              | 74,95      | 10               | 06140   | 06134        |
| Valle de Matamoros              | 332              | 4,90       | 68               | 06147   | 06177        |
| Valle de Santa Ana              | 1.107            | 3,73       | 297              | 06148   | 06178        |
| Valverde de Burguillos          | 270              | 19,41      | 14               | 06142   | 06378        |
| Zahínos                         | 2.765            | 46,04      | 60               | 06159   | 06129        |
| Comarca Jerez de los Caballeros | 40.477           | 2.142,52   | 19               | –       | –            |

## Nachweise
1. ↑  Instituto Nacional de Estadística Municipal Register of Spain
2. ↑  FUENTE: Ministerio de Agricultura, Pesca y Alimentación